# Rewind (film)
Rewind är en svensk kortfilm från 2003 i regi av Mårten Nilsson och Gunilla Heilborn.
Filmen handlar om Henry som flyttar in i ett hus. Den producerades av Lisbet Gabrielsson och spelades in efter ett manus av Nilsson och Heilborn. Fotograf och klippare var Nilsson och kompositör Kim Hiorthøy. Filmen visades på Göteborgs filmfestival och Uppsala kortfilmsfestival 2004.
Rewind nominerades till en Guldbagge 2004 i kategorin Bästa kortfilm.

## Rollista
- Helena Franzén
- Anna Källblad
- Sandra Medina
- Staffan Eek
- Mats Garpendal
- Tove Sahlin
- Jukka Korpi
- Henrik Vikman